# ألان ليستر صموئيل براون
ألان ليستر صموئيل براون هو سياسي كندي، ولد في 23 فبراير 1917، وتوفي في 4 يناير 1985. انتخب عضو المجلس التشريعي من ساسكاتشوان.